# Collège vétérinaire de l'Atlantique
Pour les articles homonymes, voir AVC.
Le Collège vétérinaire de l'Atlantique (en anglais : Atlantic Veterinary College ou AVC) est une école vétérinaire accréditée et reconnue mondialement faisant partie de l'Université de l'Île-du-Prince-Édouard. Elle est située à Charlottetown, Île-du-Prince-Édouard, Canada.

## Histoire
AVC a commencé ses premières classes en 1986 à l'Université de l'Île-du-Prince-Édouard. C'est la seule école vétérinaire des provinces de l'Atlantique et seulement une de cinq au Canada éduquant pour un doctorat de vétérinaire.

## Académique
Le programme de doctorat de vétérinaire au collège vétérinaire de l'Atlantique est entièrement accrédité par l'Association canadienne des médecins vétérinaires et de l'American Veterinary Medical Association et est aussi reconnue par le Royal College of Veterinary Surgeons dans le Royaume-Uni.
Le doctorat de vétérinaire de l'AVC est un programme professionnel de quatre ans. Chaque année, AVC accepte environ 60 étudiants dans son programme de doctorat de vétérinaire. Quarante-deux places de l'AVC sont réservées annuellement pour les résidents des provinces de l'Atlantique, avec les 18 à 20 places disponibles aux étudiants internationaux.
En plus du programme de doctorat de vétérinaire (DVM), AVC offre un programme de Maîtrise universitaire ès sciences (MSc), Maîtrise en Sciences Vétérinaires (MVSc) et un doctorat (PhD) dans la Faculté de médecine vétérinaire.
Quelques-unes des expertises du Collège vétérinaire de l'Atlantique incluent le Center for Veterinary Epidemiological Research et le Center for Aquatic Health Sciences et le Sir James Dunn Animal Welfare Center.

## Campus
Les visiteurs peuvent situer le collège vétérinaire de l'Atlantique à l'adresse suivante:
550 University Avenue, 
Charlottetown, 
PE Canada C1A 4P3

## Source
- (en) Cet article est partiellement ou en totalité issu de l’article de Wikipédia en anglais intitulé « Atlantic Veterinary College » (voir la liste des auteurs).